# Adscita schmidti
Adscita schmidti é uma espécie de insetos lepidópteros, mais especificamente de traças, pertencente à família Zygaenidae.
A autoridade científica da espécie é Naufock, tendo sido descrita no ano de 1933.
Trata-se de uma espécie presente no território português.